# Amenemope

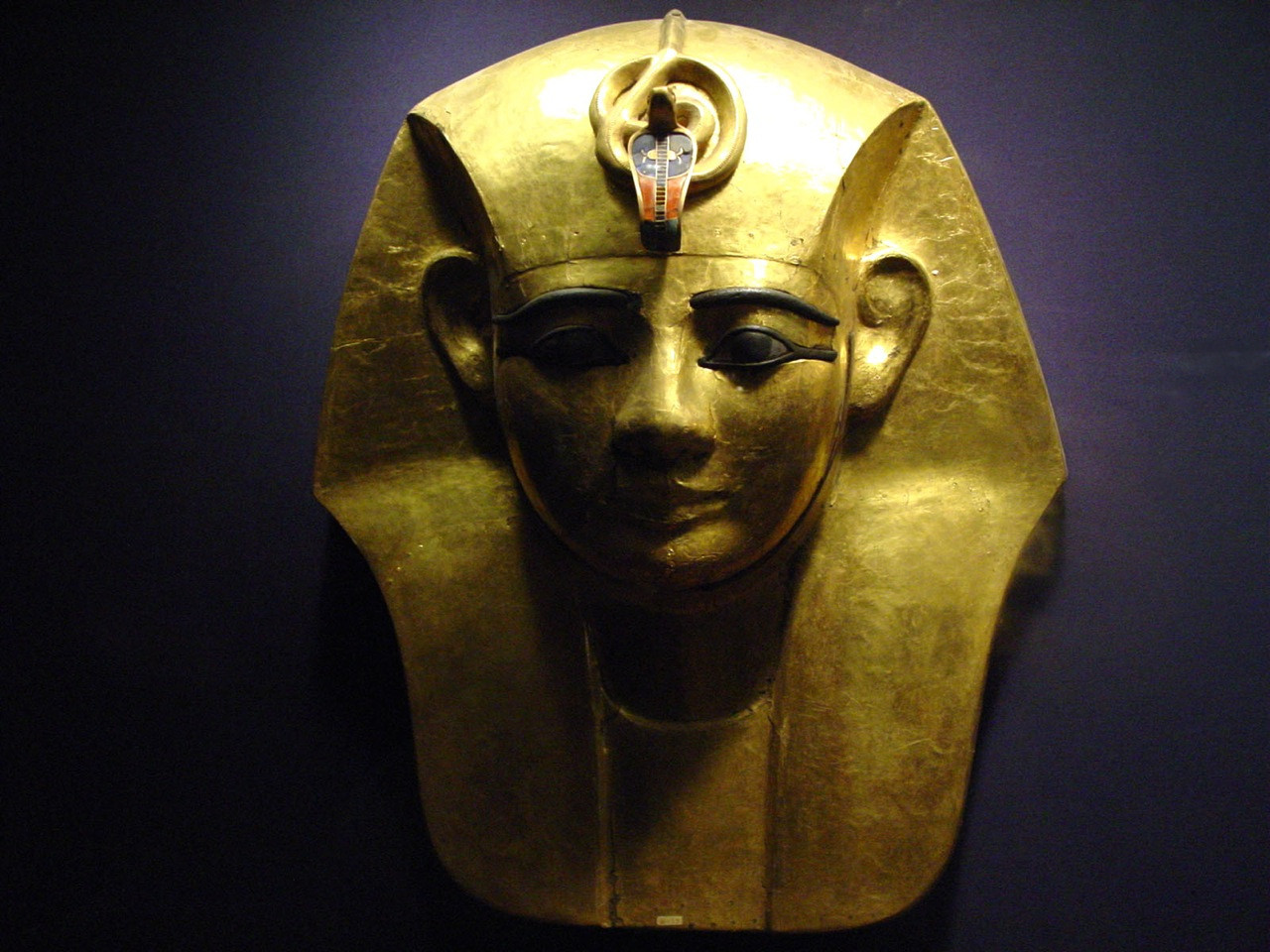
Mascara funerària d'Amenemope

Amenemope (nom nesut-bity Usimare o Usermaatre Setepenmeriamon) fou el fill de Psusennes I i la reina Mutnedjmet. El seu nom de naixement, Amenemope, es tradueix com "Amun al banquet d'Opet". Va servir com a corregent als darrers anys del seu pare segons un fragment escrit a les venes de la mòmia. Manetó diu que Amenemope va regnar 9 anys. Les tombes de Psusennes I i Amenemope foren descobertes intactes pel francès Pierre Montet en les seves excavacions a Tanis el 1940 i estaven plenes de significatius tresors incloent dues mascares funeràries, sarcòfags i altres nombrosos objectes o joies. Montet va obrir la tomba d'Amenemope l'abril de 1940, només un mes abans de la invasió alemanya de França a la II Guerra Mundial i les excavacions van haver d'acabar de manera sobtada fins al final de la guerra. Montet va reprendre la tasca el 1946 i va publicar els resultats el 1958.
L'egiptòleg Kenneth Kitchen diu que hi ha pocs monuments coneguts d'Amenemope. La seva tomba a Tanis mesurava 20 peus de llarg per 12/15 d'ample, una petita cel·la comparada amb la de Psusennes I" i el seu únic projecte original fou continuar amb la decoració de la capella d'Isis senyora de les piràmides de Guiza i fer alguns afegits a un dels temples a Memfis. Amenemope va coincidir amb dos grans sacerdots d'Amon a Tebes, Esmendes II (breument) i Pinedjem II, el germà d'Esmendes. Kitchen fa botar que "a Tebes, la seva autoritat com a rei era indiscutida i almenys nou enterraments de sacerdots d'Amon porten els suports, penjolls o venes inscrits amb el nom d'Amenemope com a faraó i de Pinedjem II com a gran sacerdot. Pen-nest-tawy,, capità de la barca d'Amon a Tebes, posseïa un llibre dels morts datat de l'any 5 del regnat de Amenemope. En la introducció de la tercera edició (1996) del seu llibre he Third Intermediate Period in Egypt (TIPE), Kitchen assenyala que el Papyrus Brooklyn 16.205 que esmenta l'any 49è seguit per un any 4t hauria de ser atribuït a Psusennes I i Amenemope, i no a Shoshenq III i Pimay o Pami. En conseqüència la creació d'aquest papir hauria de datar-se l'any 4t del regnat d'Amenemope.

## Enterrament
Quatre objectes de la tomba d'Amenemope conserven el nom del seu pare Psusennes I incloent un collar i alguns braçalets. La seva màscara funerària està avui al Museu d'Antiguitats Egípcies i mostre un rei jove. A diferència de Psusennes I, Amenemope fou enterrat amb menys opulència i el seu sarcòfag de fusta fou cobert amb fulles d'or en lloc de sòlida plata i la mascara tampoc és d'or sòlid. Fou després reenterrat a la tomba del seu pare Psusennes I durant el regnat de Siamon.